# Rézsikló

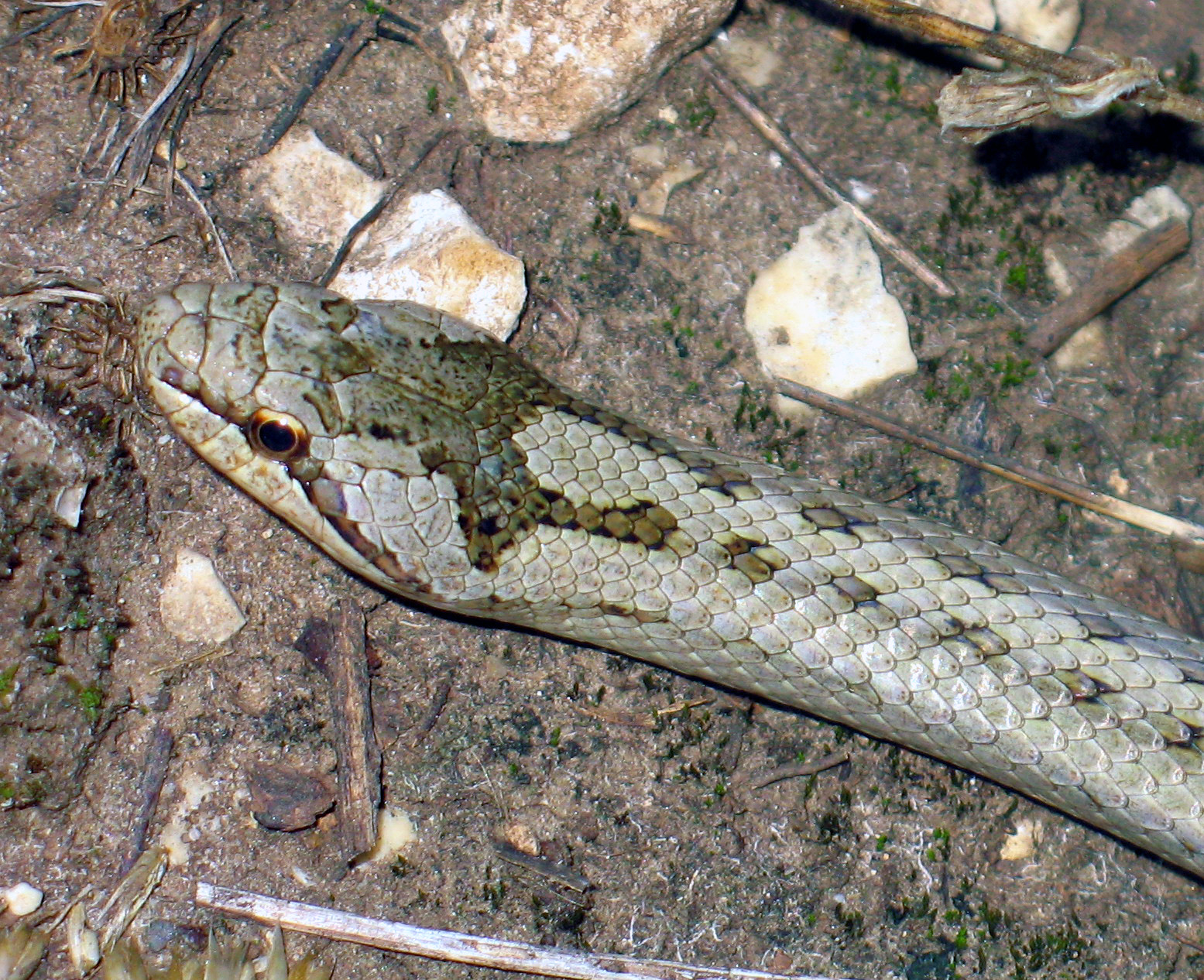
Rézsikló, fején a jellegzetes mintával

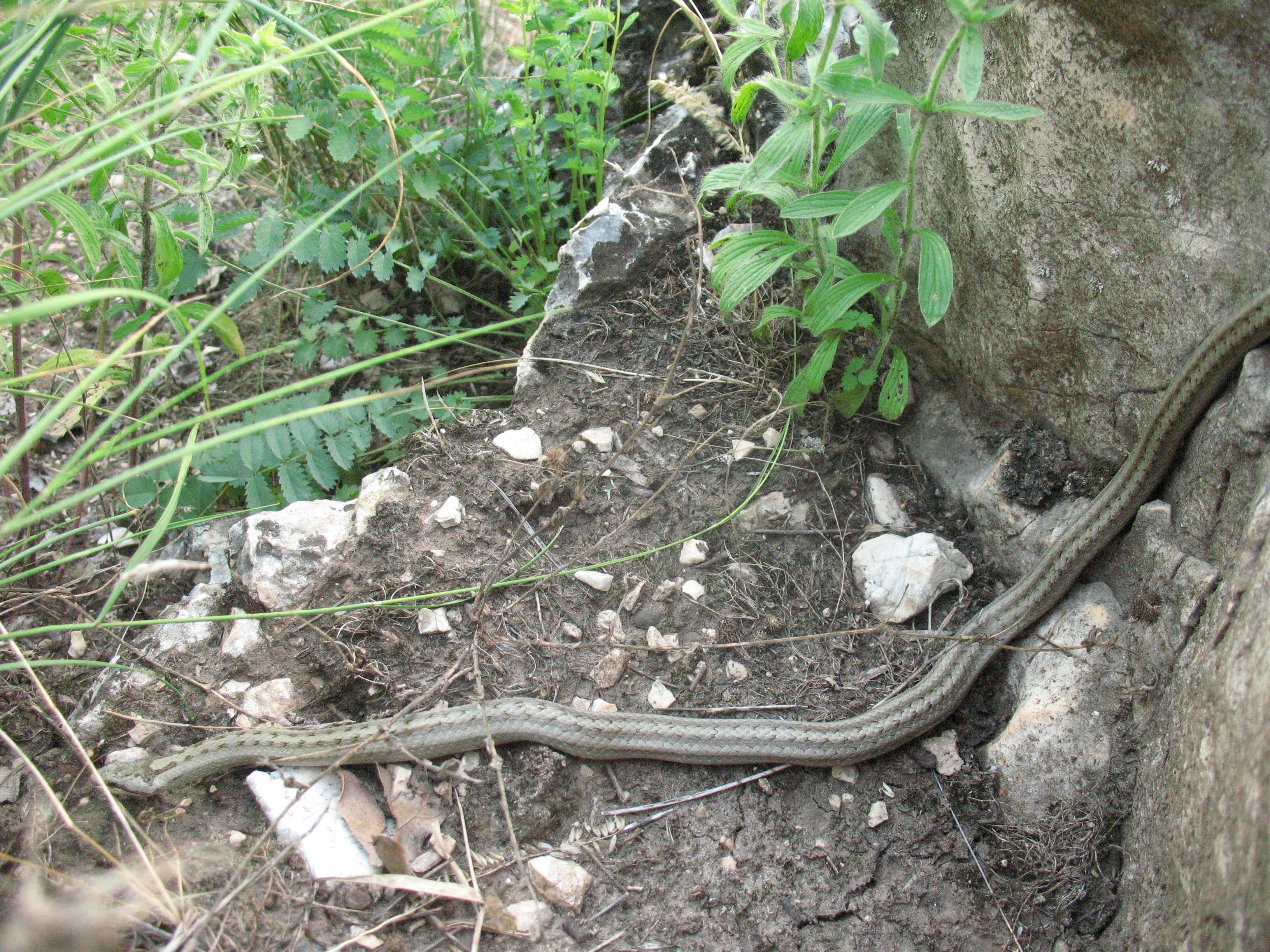
Rézsikló

A rézsikló (Coronella austriaca) egy elterjedt európai kígyófaj. Tudományos nevének jelentése: „osztrák koronácska” onnan ered, hogy leírója, Joseph Laurenti a tarkóján látható mintázatot az osztrák címer kétfejű sasához hasonlította.

## Előfordulása
A faj az Atlanti-óceántól a Kaszpi-tengerig Európa nagy részén előfordul, de Skandinávia, Nagy-Britannia valamint Oroszország északi részeiről hiányzik. Kis-Ázsia fekete-tengeri partvidékén és a Kaukázusban is jelen van. Élőhelyét tekintve nem válogatós, a sík-, domb- és hegyvidéki nedves réteket, száraz mezőket, erdőszéleket, nyiladékokat egyaránt benépesíti, és nemritkán az emberi települések közelségét is elviseli.

## Alfajai
- C. austriaca acutirostris
- C. austriaca austriaca
- C. austriaca fitzingeri - ezt az alfajt mára sok szerző nem tekinti validnak[1]

## Megjelenése
Átlagosan 50–70 centiméter (kivételesen 90 cm) hosszúra nő meg, teste szürkés, barna, sárgás vagy bronzvörös; hasa téglavörös, vörösessárga vagy kékesszürke. A rövid, háromszög alakú fejen az orrnyílástól a szemen át kétoldalt egy-egy sötét csík húzódik az állkapocs végén is túl. A fejtető sötétebb mintázata a Habsburg címerben lévő kétfejű sasra (Laurentit címersas) hasonlít. Ebből indul ki a háton végighúzódó kettős, sötétbarna foltsor, ami gyakran csíkokká olvad össze. Első pillantásra összetéveszthető a keresztes viperával (Vipera berus), de a rézsikló karcsúbb, pupillája pedig kerek (és nem vágott, mint a viperáé). Egyes szerzők szerint a rézsikló mintázata Batesi mimikri eredménye

## Életmódja
A rézsikló változó testhőmérsékletű állat, ezért októbertől március-áprilisig száraz, viszonylag meleg helyeken telel. Előbújva főleg gyíkokkal táplálkozik, de alkalomadtán más kígyófajokat (akár viperákat is) és rágcsálókat is elfog, a fiatal egyedek pedig az ízeltlábúakat pusztítják. A kisebb termetű áldozatot élve, a nagyobbat gyűrűivel megfojtva nyeli le egészben. A vadászatot hosszabb emésztés követi.

## Szaporodása
A telelőhelyekről előbújó rézsiklók április végén, május elején párzanak; eközben a hím és a nőstény órákig összetekeredve hever. A faj elevenszülő, a teljesen kifejlett, de csak 12–21 cm hosszú 2-19 (általában 5-8) kis rézsikló augusztusban, szeptemberben jön a világra. A kis rézsiklók 6–9 napos korukban bekövetkező első vedlésükig nem táplálkoznak, és a külvilágtól is elrejtőznek, majd apró gyíkokkal vagy rovarokkal táplálkoznak. Színük kb. egyéves korukig szürke, hasuk pedig téglavörös.

## Védettsége
Az emberek viperának nézve félelmükben gyakran végeznek vele, és élőhelyének pusztulása is csökkenti állományát. Természetes ellenségei a különféle menyétfélék, a vaddisznó, a sün, a vörös róka és különféle ragadozó- és gázlómadarak; mindennek ellenére még meglehetősen gyakori. Magyarországon, mint minden hazai kétéltű és hüllő, a rézsikló is védett, természetvédelmi értéke 50 000 forint.